# Paraulopus brevirostris
Paraulopus brevirostris är en fiskart som först beskrevs av Fourmanoir, 1981.  Paraulopus brevirostris ingår i släktet Paraulopus och familjen Paraulopidae. Inga underarter finns listade i Catalogue of Life.